# Lawrence Zoernig
 Lawrence Zoernig (* 19. März 1960 in Sioux City, Iowa; † 3. Februar 2017 in New York City, New York) war ein US-amerikanischer Cellist und Komponist.
Zoernig begann im Alter von acht Jahren Cello zu spielen. Er studierte dann am Cleveland Institute of Music bei Alan Harris und an der Juilliard School bei Harvey Shapiro, Felix Galamir, Joel Krosnick, John Cage, Albert Fuller und Jaap Schröder. Er war Erster Cellist mehrerer New Yorker Sinfonie- und Kammerorchester, darunter des New York Chamber Orchestra, des Orchesters der Opera Manhattan und der New York Scadia Symphony, mit der er die Uraufführung von Lars-Erik Larssons Concertino for Cello and String Orchestra spielte.
Internationale Auftritte hatte er u. a. am Teatro Amazones in Manaus und bei der Expo 92 in Sevilla, in den USA trat er u. a. in der Carnegie Hall, am Lincoln Center und dem Kennedy Center auf. 2005 war er zu einem Konzert am Carter Center in Atlanta vor dem Präsidenten Jimmy Carter eingeladen.
Als Kammermusiker arbeitete Zoernig mit dem Goliard Ensemble, den Cosmopolitan Chamber Players, der Bachanalia und den Harlem Chamber Players, mit Musikern wie Nina Beilina, Sidney Harth, Mark Peskanov und Charles Neidich, mit der Paul Taylor Dance Company und der David Parsons Dance Company zusammen. Er ist auch auf Aufnahmen mit dem Paragon Ragtime Orchestra und der Indie-Band Los Planetas zu hören.
Die Meet the Composer Foundation zeichnete ihn als Komponisten von Cellomusik aus.